# Donne nell'Atene classica
Le donne nell'Atene classica (tra il V il IV secolo a.C.) erano generalmente tenute di proposito in ruoli per lo più inferiori rispetto a quelli assegnati agli uomini. Il loro "status" esatto dipendeva dal fatto che si trattasse di schiave, di appartenenti alla classe dei meteci, oppure di donne nate libere, così come anche dall'eventuale attività professionale svolta; ma anche le stesse donne nate libere non sono considerate come veri e propri appartenenti alla cittadinanza, mancandogli sempre del tutto - per fare solo un esempio - del diritto di voto e di esprimere la propria libera opinione davanti alle assemblee della polis.

## Donne di casa
Diventare una buona e brava "padrona di casa" è stato il ruolo solitamente previsto per tutte le donne dell'antica Atene durante l'epoca della Grecia classica. Dopo il matrimonio assieme al compito di generare all'uomo figli legittimi, le donne venivano incaricate di tutte le faccende domestiche e avevano la responsabilità del buon funzionamento generale della casa.
I doveri a cui era chiamata una brava moglie all'interno dell'ambito familiare poteva anche dipendere dal fatto se quella famiglia fosse ricca e di nobili natali o meno; nelle famiglie più benestanti la moglie avrebbe distribuito i lavori agli schiavi, sia quelli all'interno che all'esterno della casa. Le padrone erano in tal modo responsabili non solo per gli schiavi, ma avevano anche il compito di dare una formazione a quelli che sarebbero stati in seguito i "lavoratori domestici".
Le mogli erano poi anche tenute a prendersi cura di coloro che, dentro le mura di casa, fossero malati o feriti: se un membro della famiglia moriva, la donna sarebbe stata incaricata di visitarne regolarmente la tomba e portare le offerte dovute.
Nelle famiglie maggiormente indigenti e bisognose invece le mogli avevano assai più doveri, in quanto le famiglie povere non avevano schiavi a disposizione a cui assegnare i lavori da svolgere e che potessero assistere nelle varie incombenze; le funzioni aggiuntive in tali casi includevano le spese per il cibo, la confezione di abiti e l'approvvigionamento dell'acqua. Le donne più povere rischiavano di trovarsi costrette addirittura a cercarsi un posto di lavoro per assistere con le proprie finanze alla casa; tali impieghi potevano includere quello della balia, della levatrice o piccoli lavoretti part-time al mercato cittadino.
Nella generalità dei casi però le donne venivano tenute isolate nelle stanze più interne della casa, il gineceo; esse non erano mai autorizzate a mescolarsi con gli uomini, in nessun ambiente. Ad una donna non era neppure permesso di rispondere a persone che si trovavano all'esterno stando sulla soglia di casa o anche solo trovarsi nella stessa stanza con ospiti di sesso maschile giunti in visita. Vi era infine anche una rigorosa separazione nelle stanze assegnate agli uomini (l'andron) e alle donne: le mogli, le figlie e le schiave vivevano ai piani superiori, in camere che si trovavano lontano dalle strade e senza finestre di accesso alle vie esterne.

## Le donne e la religione
La religione greca è l'unica area della vita pubblica a cui le donne potevano liberamente partecipare. La sacerdotessa della Dea Atena (protettrice eponima della città) era tenuta in molta considerazione e le venivano rivolti grandi onori; veniva consultata per le decisioni più importanti da prendere riguardanti l'intera comunità e le sue sentenze venivano tenute nel dovuto rispetto e considerazione.
Durante le panatenee, una festa che celebrava il compleanno di Atena, venivano scelte le figlie ancora vergini di più alta nobiltà a cui veniva assegnato il compito di trasportare le ceste sacre durante la processione pubblica lungo le vie cittadine; il non essere state selezionate per questo onore poteva portare anche a dubbi nei riguardi della castità della giovane donna.
Le donne contribuivano quadriennalmente alla realizzazione di un nuovo peplo e degli altri accessori a cui dotare la statua della Dea; questo compito veniva iniziato da due ragazze di età compresa tra i sette e gli undici anni per essere poi portato a termine da altre donne.
Le donne adulte avevano la facoltà di partecipare a tutti i culti; la festa più misteriosa, ma anche più famosa, riservata esclusivamente alla popolazione femminile era quella delle tesmoforie; erano queste un rito di fertilità in onore di Demetra a cui partecipavano le nobildonne maritate: esse trascorrevano in completa solitudine tre interi giorni sulla collina prospiciente il santuario della Dea eseguendo i loro rituali e festeggiando. Nello specifico quel che realmente accadeva è sempre rimasto avvolto dal più fitto mistero ma si suppone che il tutto avesse a che fare con le preghiere per favorire i buoni raccolti e la prosperità generale della comunità.
Verso la fine del V secolo a.C. era in gran parte costituita da stranieri al cui seguito la celebrazione di molti nuovi culti presero a far parte delle normali attività femminili; in particolare quelli dedicati oltre che ad Afrodite, anche ad Adone e a Dioniso, erano tra quelli percepiti come esser più favorevoli nei confronti delle donne.

## Prostituzione femminile
La prostituzione prese a fiorire già nel periodo della Grecia arcaica. In particolare ad Atene vi erano due tipi di prostitute, l'etera e la "porne": la prima era considerata la maggiore e più alta delle due classi di cortigiane, sottoposta ad una formazione ed istruzione completa veniva considerata intrattenitrice e animatrice sessuale di professione. La porne rappresenta invece la categoria di livello più infimo ed era spesso una schiava o ex-schiava, una straniera o un'appartenente alla classe dei meteci.
Entrambi i gruppi di donne venivano spesso assunti dal padrone del simposio nella loro qualità di intrattenitrici per gli ospiti; la prova di tale attività svolta può esser veduta nei dipinti sui molti vasi e ceramica a figure rosse ritraenti scene di questo tipo. In molti disegni si notano le prostitute bere da grandi tazze abbigliate da pin-up ante-litteram per l'intrattenimento maschile.
La più celebre tra le etere operanti ad Atene è stata sicuramente Aspasia, l'amante di Pericle e da questi talmente apprezzata tanto da considerarla la sua intelligente e competente consigliera in materia politica. Si dice anche che Socrate rispettasse molto la sua saggezza. Le etere sono state considerate come aventi la facoltà di vivere meglio e decisamente in maniera più libera ed autonoma rispetto a tutte le altre donne; sono state in grado di gestire il proprio denaro e anche di scegliere con chi volevano stare assieme. Sono state praticamente le uniche donne ad aver avuto accesso alla vita intellettuale di Atene, pur non essendo magari loro stesse neppure cittadini.
In ogni caso gli eventuali figli di un etera non avrebbero mai ottenuto lo status di cittadinanza, a prescindere dal fatto che il padre fosse un cittadino o meno, il che a sua volta faceva sì che gli ateniesi di nascita irregolare spesso non potessero ereditare le proprietà paterne. Alle etere era lasciata inoltre la libertà di decidere se praticare o meno l'aborto o l'infanticidio sul nascituro; preferivano di solito tenere le femmine rispetto ai figli maschi di modo che esse potessero allenarsi a tempo debito anch'esse nel commercio della prostituzione. Erano infine anche note per acquistare giovani schiave avvenenti che poi addestravano per diventare future prostitute nei bordelli che in età avanzata a volte aprivano con l'intento di mantenere per sé una fonte assicurata di reddito.

## Famose donne ateniesi

### Di nascita
- Timarete (Tamiri/Tamaris V secolo a.C.) - pittrice
- Elpinice - figlia di Milziade
- Perictione (V secolo a.C.) - discendente di Solone e madre del filosofo Platone
- Potone - sorella maggiore di Platone
- Fenarete - madre di Socrate
- Santippe - moglie di Socrate
- Myrto - seconda moglie o concubina di Socrate
- Diotima - filosofa e sacerdotessa
- Myrtis (430 a.C.) - ragazza undicenne morta di tifo
- Euridice - moglie di Demetrio I Poliorcete
- Lamia - celebre etera, amante di Demetrio I Poliorcete
- Fila (III secolo a.C.)
- Metrodora - levatrice e medico, autrice di un trattato sulle malattie femminili e le relative cure
- Asclepigenia (IV secolo d.C.) - filosofa e mistica

### Emigrate
- Aspasia - l'etera compagna di Pericle
- Frine - l'etera compagna di Iperide, da lui difesa con una famosa orazione perduta
- Axiotea - allieva di Platone e Speusippo
- Lastenia - allieva di Platone, costretta a travestirsi da uomo per poter assistere alle sue lezioni
- Ipparchia - filosofa seguace del cinismo
- Aedesia - filosofa seguace del neoplatonismo